# Франсішку де Андраде
Франсішку де Андраде (порт. Francisco de Andrade, 15 липня 1923 — 28 квітня 2021) — португальський яхтсмен.
Бронзовий призер Олімпійських Ігор 1952 року в класі Зоряний.